# Marie-Galante
Marie-Galante – nizinna wyspa położona na Morzu Karaibskim w składzie Wysp Nawietrznych, należy do departamentu zamorskiego Francji – Gwadelupy. Wyspa ma powierzchnię 158,0 km², a zamieszkuje ją 16000 mieszkańców (2005). Najwyższy szczyt: Le Morne Constant, 204 m n.p.m. Główna miejscowość na wyspie: Grand-Bourg. 
Wyspa jest otoczona rafami koralowymi. Na wyspie uprawia się trzcinę cukrową.
Odkryta w trakcie 2. wyprawy Kolumba.